# Грабе (Лодзинське воєводство)
Грабе (пол. Grabie) — село в Польщі, у гміні Жихлін Кутновського повіту Лодзинського воєводства.
Населення — 77 осіб (2011).
У 1975-1998 роках село належало до Плоцького воєводства.

## Демографія
Демографічна структура станом на 31 березня 2011 року:
|          | Загалом | Допрацездатний вік | Працездатний вік | Постпрацездатний вік |
| -------- | ------- | ------------------ | ---------------- | -------------------- |
| Чоловіки | 41      | 9                  | 26               | 6                    |
| Жінки    | 36      | 6                  | 21               | 9                    |
| Разом    | 77      | 15                 | 47               | 15                   |